# رای بنجامین
رای بنجامین (انگلیسی: Rai Benjamin؛ زادهٔ ۲۷ ژوئیهٔ ۱۹۹۷) دونده اهل ایالات متحده آمریکا است.
وی در مسابقات کشوری و بین‌المللی در مجموع برندهٔ ۱ مدال طلا، ۲ مدال نقره شده‌است.